# ウビンザ
ウビンザは、タンザニア西端部のキゴマ州に属する町の1つである。なお、ドイツ領東アフリカだった時代には、ドイツ語で「Neu Gottorp」と呼ばれた。

## 地理
ウビンザは、タンザニア西部の高原の上に形成された町であり、ウビンザ付近の標高は約1千メーターである。しかしながら、南緯5度付近と低緯度に位置するため、ウビンザの気候はケッペンの気候区分で、熱帯気候の中のサバナ気候に分類される

。
この場所は、ちょうどタンガニーカ湖へと注ぐ主要な河川の1つであるマラガラシ川へと、ルチュギ川が合流してくる地点でもある。

## 交通
ウビンザにはタンガニーカ湖東岸のキゴマ州の州都であるキゴマを西端とする、鉄道路線の中央線が通っており、ウビンザ駅も設置されている。しかしながら、キゴマへ向かう中央線は、マラガラシ川に沿っているわけではなく、次第にマラガラシ川の流路から北へと外れて敷設されている。なお、この中央線を逆方向、すなわち、東へ向いタボーラ州に入ると、カリウアでルクワ州のムパンダへの鉄道路線、タボラでムワンザ州のムワンザへの鉄道路線が分岐する。さらに、東へ向かえば、タンザニアの首都のドドマを経由して、インド洋岸のダルエスサラームに行ける。
また、ウビンザの市街地から約3 km強の場所に、約900 mの長さの未舗装の滑走路を1本有するウビンザ空港が設置されている。

## 歴史
かつてウビンザの付近では、岩塩を採掘できる場所として知られていた。
ドイツ領東アフリカだった20世紀初頭に、ウビンザにも鉄道が敷設され、ダルエスサラームと鉄道路線で結ばれた。これが今日もウビンザを通る中央線である。なお2007年10月に、この中央線にウビンザから支線を建設して、ブルンジのブジュンブラまで鉄道路線を敷設してはどうだろうかとの提案が、世界的な鉄道業界誌である『Railway Gazette International』誌上で行われた。